# أندرو جاكسون هيغينز
أندرو جاكسون هيغينز (بالإنجليزية: Andrew Jackson Higgins)‏ هو محامي وقاضي أمريكي، ولد في 21 يونيو 1921 في بلات في الولايات المتحدة، وتوفي في 14 سبتمبر 2011 في جفرسون سيتي في الولايات المتحدة.